# Long Đàm

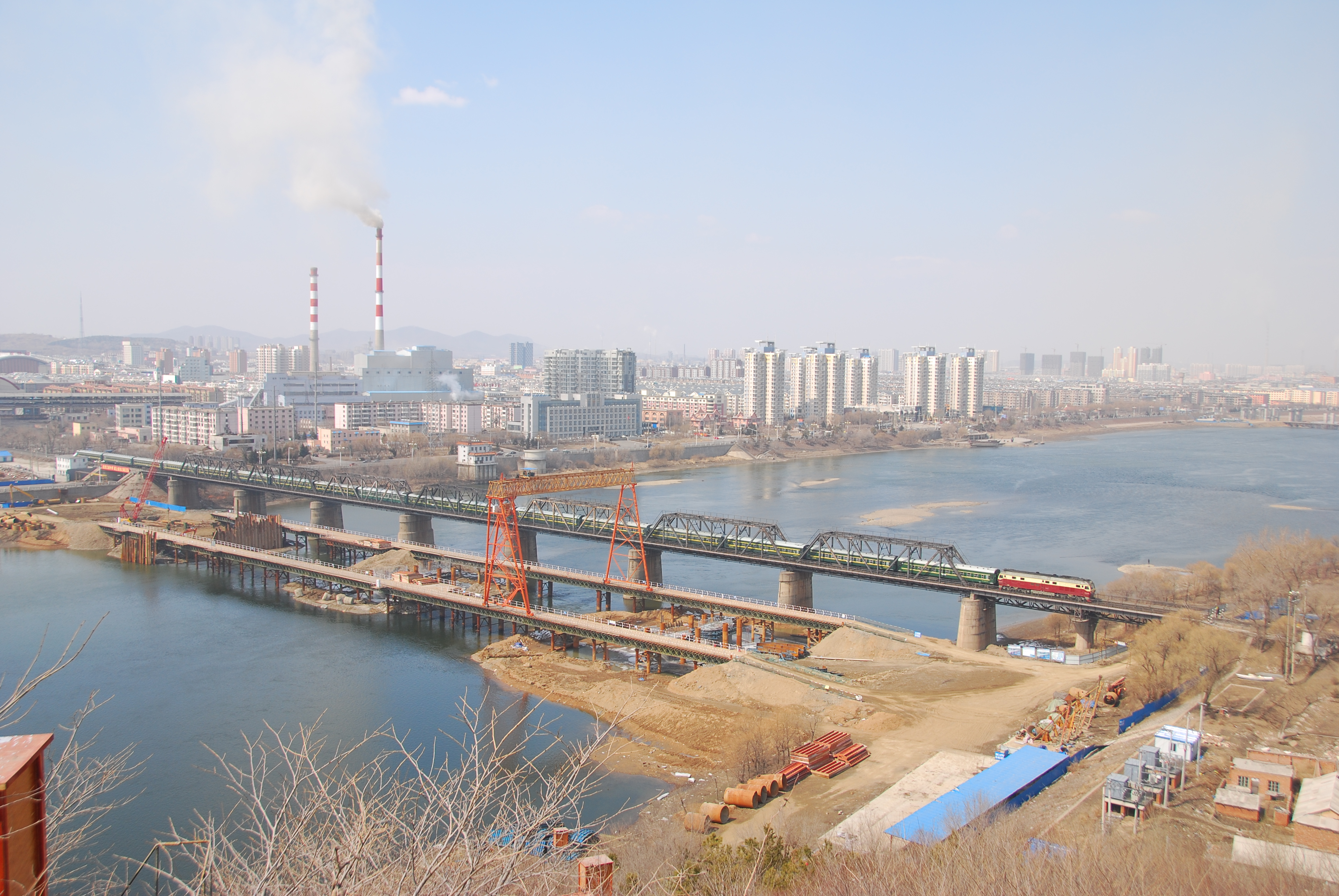
Một góc Long Đàm

Long Đàm (chữ Hán giản thể: 龙潭区, âm Hán Việt: Long Đàm khu) là một quận thuộc địa cấp thị Cát Lâm, tỉnh Cát Lâm, Cộng hòa Nhân dân Trung Hoa. Quận Long Đàm có diện tích 1209 km², dân số 510.000 người. Mã số bưu chính của quận Long Đàm là 132021. Quận Long Đàm được chia thành 12 nhai đạo, 3 hương. 
- Nhai đạo biện sự xứ: Tuân Nghĩa, Long Đàm, Tân An, Long Hoa, Hán Dương, Bào Tử Duyên, Kháo Sơn, Sơn Tiền, Tân Cát Lâm, Thổ Thành Tử, Thiết Đông, Du Thụ.
- Hương: Kim Châu, Giang Bắc, Long Đàm.